# Evidence nine
『Evidence nine』（エビデンス・ナイン）は、2014年9月26日に発売されたI'veのコンピレーションアルバム。

## 概要
I've Girls Compilationシリーズ第9弾。価格は3,000円。品番はICD-66038。前作同様ソフトウェア取扱店での販売となった。

## 収録曲
1. WING OF ZERO／KOTOKO [4:32]
  - 作詞：KOTOKO／作曲・編曲：高瀬一矢
2. Reboot oN/↓0／KOTOKO [4:24]
  - 作詞：KOTOKO／作曲：C.G mix／編曲：C.G mix、高瀬一矢
3. あしあと 〜a Happiness Marker〜／川田まみ [4:38]
  - 作詞：魁／作曲・編曲：井内舞子
4. Dual Force／Pixy Lab. [4:02]
  - 作詞：松島詩史／作曲・編曲：高瀬一矢
5. My Love,Honey.／舞崎なみ [4:39]
  - 作詞：舞崎なみ／作曲：中沢伴行／編曲：新井健史
6. soupir d'ange／KOTOKO [4:47]
  - 作詞：KOTOKO／作曲・編曲：井内舞子
7. Eternal song／桐島愛里 [4:59]
  - 作詞：桐島愛里／作曲：C.G mix／編曲：C.G mix、星野威
8. Timeless time -Album mix-／川田まみ [4:53]
  - 作詞：川田まみ／作曲：中沢伴行／編曲：中沢伴行、尾崎武士
9. Love mission!! 〜なんだ。ただの恋かw〜／KOTOKO [5:25]
  - 作詞：KOTOKO／作曲：C.G mix／編曲：C.G mix、尾崎武士
10. 希望 〜NOZOMI・明日への架け橋〜／朝見凛 [3:49]
  - 作詞：川田まみ／作曲：中沢伴行／編曲：中沢伴行、後平梨江
11. Steadily／桐島愛里 [4:18]
  - 作詞：川田まみ／作曲・編曲：C.G mix
12. find a piece／Larval Stage Planning [4:05]
  - 作詞：KOTOKO／作曲・編曲：高瀬一矢
13. サブリミナル・アジェンダ -Album mix-／柚子乃 [4:25]
  - 作詞：松島詩史、柚子乃／作曲：高瀬一矢／編曲：HARD STUFF、尾崎武士
14. Evidence nine／柚子乃 [3:54]
  - 作詞：柚子乃／作曲：高瀬一矢／編曲：高瀬一矢、尾崎武士

## タイアップ
| 曲名                                   | タイアップ                                                                              |
| -------------------------------------- | --------------------------------------------------------------------------------------- |
| WING OF ZERO                           | PCゲーム『BALDR SKY ZERO』オープニングテーマ                                            |
| Reboot oN/↓0                           | PCゲーム『BALDR SKY ZERO2』オープニングテーマ                                           |
| あしあと ～a Happiness Marker～        | PCゲーム『初恋1/1』エンディングテーマ                                                   |
| Dual Force                             | PCゲーム『運命が君の親を選ぶ 君の友人は君が選ぶ』オープニングテーマ                     |
| My Love,Honey.                         | PCゲーム『辻堂さんの純愛ロード』エンディングテーマ                                      |
| soupir d'ange                          | PSPゲーム『屋根裏の彼女』オープニングテーマ                                             |
| Eternal song                           | PCゲーム『あねいもNeo+ 〜Second Sisters〜』エンディングテーマ                           |
| Timeless time -Album mix-              | PCゲーム『七つのふしぎの終わるとき』オープニングテーマ（原曲）                          |
| Love mission!! ～なんだ。ただの恋かw～ | PSPゲーム『つよきす 3学期 Portable』オープニングテーマ                                  |
| 希望 ～NOZOMI・明日への架け橋～        | PCゲーム『サナララR』オープニングテーマ                                                 |
| Steadily                               | PCゲーム『あねいもNeo 〜Second Sisters〜』オープニングテーマ                            |
| find a piece                           | PCゲーム『カルマルカ*サークル』グランドオープニングテーマ                               |
| サブリミナル・アジェンダ -Album mix-   | PCゲーム『ギャングスタ・アルカディア 〜ヒッパルコスの天使〜』オープニングテーマ（原曲） |